# Saint-Jean-aux-Bois (Oise)
Saint-Jean-aux-Bois – miejscowość i gmina we Francji, w regionie Hauts-de-France, w departamencie Oise.
Według danych na rok 1990 gminę zamieszkiwało 319 osób, a gęstość zaludnienia wynosiła 13 osób/km² (wśród 2293 gmin Pikardii Saint-Jean-aux-Bois plasuje się na 681. miejscu pod względem liczby ludności, natomiast pod względem powierzchni na miejscu 42.).